# 755 Quintilla
Quintilla (asteroide 755) é um asteroide da cintura principal com um diâmetro de 36,04 quilómetros, a 2,7071648 UA. Possui uma excentricidade de 0,1466565 e um período orbital de 2 063,88 dias (5,65 anos).
Quintilla tem uma velocidade orbital média de 16,72235131 km/s e uma inclinação de 3,23894º.
Esse asteroide foi descoberto em 6 de Abril de 1908 por Joel Metcalf.